# Белозёров, Михаил Юрьевич

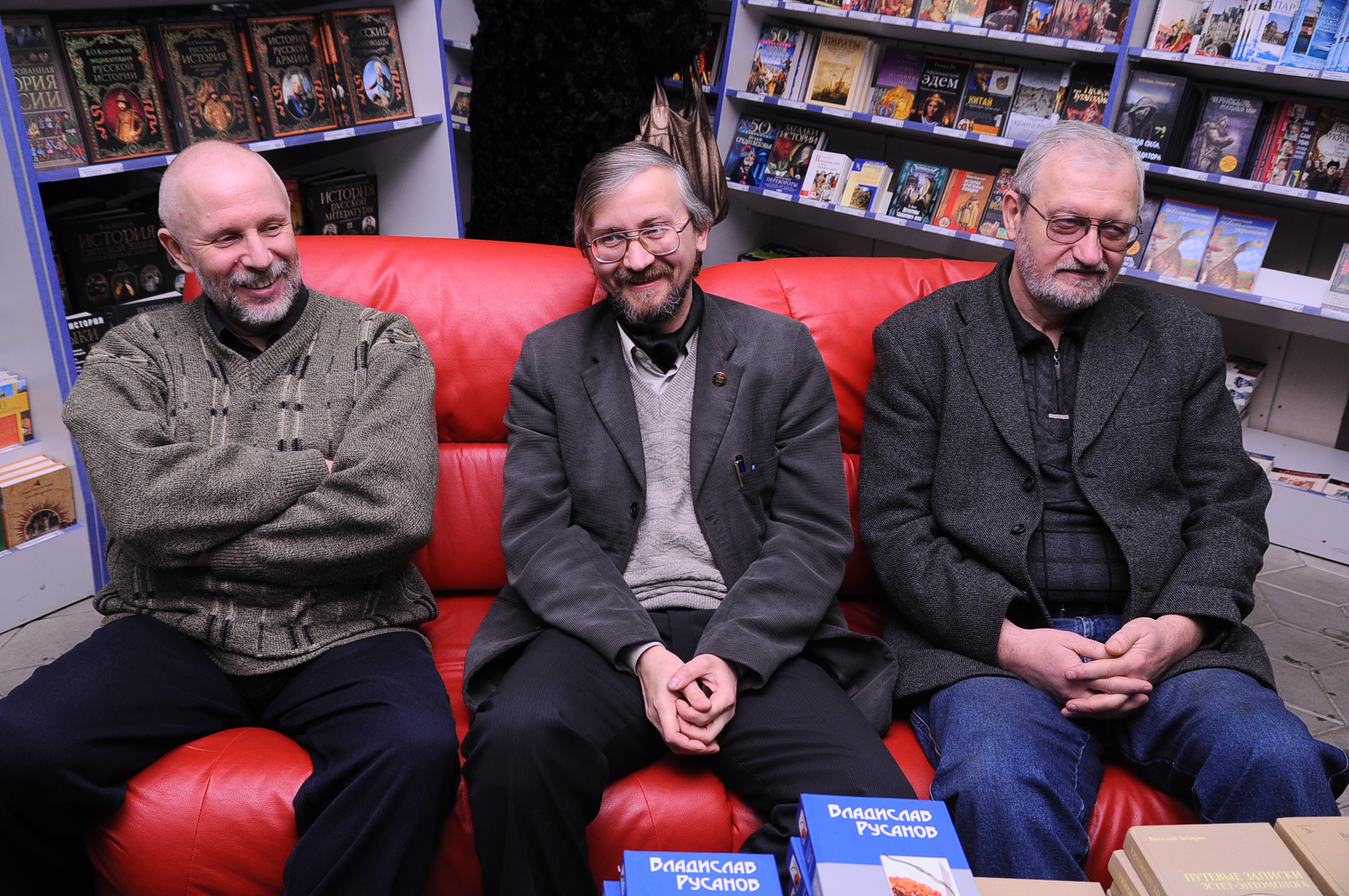
2011 год. Встреча с донецкими писателями-фантастами. Слева-направо: Михаил Белозёров, Владислав Русанов, Виталий Забирко

Михаил Юрьевич Белозёров (настоящее имя Михаил Бубякин; род. 10 ноября 1953, Омск) — писатель из Донецка. Также известен под именем Михаил Джимов как автор кинологической литературы.

## Биография
Михаил Бубякин родился в Омске в семье военного врача. Фамилия Бубякин досталась от отца, который был приёмным сыном в семье Ксении Даниловны и Семёна Тимофеевича Бубякиных (родные родители — Александр и Полина Солодниковы). Фамилия Белозёров — псевдоним, взятый по материнской линии.
Инженер-системотехник по образованию. Работал редактором направления художественной и переводной литературы в издательстве «Сталкер». Под псевдонимом Михаил Джимов писал книги о собаках. Печатался в издательствах «ЭКСМО», «АСТ», «Яуза», «Крылов», «Шико». Также писал сценарии для электронных игр. Имя Михаила Юрьевича Бубякина носит персонаж романов Фёдора Березина «Война 2010. Украинский фронт» и «Война 2011. Против НАТО».

## Награды
- Второе место на Первом Международном литературном конкурсе «Вся королевская рать» (литературный сайт «Что хочет автор»).
- Роман «Река на север» — шорт-лист Русская премия, 2011 год.
- Роман «На высоте птичьего полёта» — шорт-лист Германского Международного литературного конкурса «Лучшая книга года 2019».
- Номинант премии «НЕФОРМАТ» июль 2022 года за рассказы «Странная история О-Тана» и «Собиратель древностей».

## Отзывы
В своей рецензии на книгу «Украинский гамбит. Война 2015» журнал Афиша пишет:
Политическая составляющая повествования не выглядит разработанной или оригинальной — она примерно равна среднестатистическим представлениям россиян об Украине. Читая этот текст сейчас, постоянно ловишь себя на мысли, что автор злоупотребляет местоимением «наши», — скорее всего, намеренно делая невозможным понять, кого, собственно — повстанцев или граждан России, — он имеет в виду. Вконец запутавшись сам, он разрубает Гордиев узел сюжета, взорвав водородной бомбой Нью-Йорк: американцы спешно выводят войска, их приспешники получают свое, главные герои возвращаются невредимыми в сопровождении украинской красавицы.

### Художественная литература

#### Книги
- Самурай из Киото, Санкт-Петербург, Крылов: книга «Самурай из Киото», 21.02.2008, тир. 5 000, ISBN 978-5-9717-0618-2
- Месть самураев, Санкт-Петербург, Крылов: книга «Месть самураев», 15.01.2009, тир. 5 000, ISBN 978-5-9717-0791-2
- Дорога мертвецов, Луганск, ШИКО: книга «Дорога мертвецов», 28.09.2010, тир. 3 000, ISBN 978-699-492-138-8
- Черные ангелы (дилогия, первый роман), Луганск, ШИКО: книга «Чёрные ангелы», 25.12.2010, тир. 3 000, ISBN 978-966-492-128-9
- Войны Марса, Луганск, ШИКО: книга «Войны Марса», 30.03.2011, тир. 3 000, ISBN 978-966-492-225-5
- Плод молочая, Германия, «YAM Publishing»: книга «Плод молочая», 28/05/2012, тир.5000, ISBN 978-3-8473-8220-1
- Река на север, Германия, «YAM Publishing»: книга «Река на север», 22/05/2012, тир.5000, ISBN 978-3-8473-8198-3
- Железные паруса, Фантастика, Германия, «YAM Publishing»: книга «Железные паруса», 12/05/2012, тир.5000, ISBN 978-3-8473-8176-1
- Улыбка льва, Эзотерика, Германия, «YAM Publishing»: книга «Улыбка льва», 20/06/2012, тир.5000, ISBN 978-3-8473-8248-5
- Рассказы разных лет, Германия, «YAM Publishing»: книга «Рассказы разных лет», 25/05/2012, тир.5000, ISBN 978-3-8473-8294-2
- Золотой шар, Фантастика, Санкт-Петербург, «Крылов»: книга «Золотой шар», 01/12/2011, тир.3000, ISBN 978-5-4226-0194-3
- Эпоха Пятизонья. Фантастика, Санкт-Петербург, «Крылов»: книга «Эпоха Пятизонья», 24/07/2012, тир.4040, ISBN 978-5-4226-0217-9
- Возмездие теленгера, Фантастика, Санкт-Петербург, «Крылов»: книга «Возмездие теленгера», 21/07/2012, тир.3540, ISBN 978-5-4226-0215-5
- Украинский гамбит. Война 2015; Белозеров М. Военно-политическая фантастика, Санкт-Петербург, «Крылов»: книга «Украинский гамбит. Война 2015», 15/09/2012, тир. 3540, ISBN 978-5-4226-0220-9
- Великая Кавказская Стена. Прорыв 2018 («Большая Кавказская война»), «Яуза», «ЭКСМО» 07.02.2013, тир. 5000 ISBN 978-5-9955-0520-4
- Контрольная диверсия, («Украина.точка.РУ») Приключения, Москва, «ЭКСМО» 13/07/2015, тир.3000, ISBN 978-5-699-81695-8.
- Последний год Андрея Панина. Altaspera Publishing & Литературное агентство Inc., 29/04/2017, ISBN 978-1-365-92689-1
- Месть самураев (трилогия) ООО «Остеон-Групп», 2017, ISBN 978-5-9717-0791-2
- Актёрский роман OOO «Остеон-Групп», 2018, ISBN 978-5-85689-227-6
- На высоте птичьего полёта OOO «Остеон-Групп», 2018, ISBN 978-5-85689-226-9
- Крылья Мастера/Ангел Маргариты. 2020, ISBN 978-5-98551-263-2; ISBN 978-5-04-308344-9; ISBN 5-04-308344-1

#### Публикации в сборниках и периодических изданиях
- Хрентези, Аэлита (сборник), Екатеринбург: «Уральский следопыт», 2008. — 528 с., тираж: 3 000, ISBN 978-5-85383-409-5
- Кильда, Кировоград, Антураж: журнал «Порог» № 3, 01.01.2003, тир. 1 000
- Жена, Симферополь, журнал «Брега Тавриды» № 4,5,6, 01.01.1998, тир. 1 000
- Берег с банановыми деревьями, Донецк, журнал «Донбасс, спецвыпуск». №--, 01.01.1992, тир. 4 500, ISSN 0321-1363
- Берег с банановыми деревьями, Киев: журнал «Реальность фантастики» № 2, 01.02.2005, тир. 5 400
- Защитник, Кировоград: журнал «Порог» N7, 01.01.2004, тир. 1 000
- Странная история О-Тана, Кировоград: журнал «Порог» № 7, 01.01.2000, тир. 1 000
- Берег с банановыми деревьями, Кировоград: газета «Порог» № 3, 01.01.2001, тир. 1 000
- Шишкинский Валаам, Симферополь: журнал «Брега Тавриды» № 4,5,6, 01.01.1998, тир. 1 000
- Случай в Земляном, Симферополь: журнал «Брега Тавриды» № 4,5,6, 01.01.1998, тир. 1 000
- Жена, Донбасс: журнал «Добасс» № 6, 01.01.1991, тир. 7 500
- Один из двухсот, Симферополь: журнал «Брега Тавриды» № 1, 01.01.2000, тир. 1 000
- Кильда, Киев: журнал «Реальность фантастики» № 8, 01.08.2005, тир. 5 400
- ФАНТиК°, 2012 № 03 [Фэнтези] 2.2 MB (pdf) — М. Белозеров и др. (Фэнтези)
- Берег с банановыми деревьями, Москва: журнал «Знание-сила Фантастика», № 1 2017, март-август.
- На высоте птичьего полёта, Москва: журнал «Парус», № 69 2018, ноябрь.
- На высоте птичьего полёта, Москва: журнал «Парус», № 70 2018, декабрь.
- На высоте птичьего полёта, Тула, журнал «Приокские зори», № 4 2018, декабрь.
- На высоте птичьего полёта, Москва: журнал «Парус», № 71 2019, январь.
- На высоте птичьего полёта, Москва: журнал «Парус», № 72 2019, февраль.
- На высоте птичьего полёта, Москва: журнал «Парус», № 73 2019, март.
- На высоте птичьего полёта, Москва: журнал «Парус», № 74 2019, апрель.

### Кинологическая литература
- М. Джимов Боксер, Серия: Карманный справочник собаковода, Издательства: АСТ, Сталкер, 2003 г., 320 стр. ISBN 5-17-017906-5, ISBN 966-696-105-9 Тираж: 5 000 экз.
- М. Джимов Боксер, Серия: Семейные любимцы, Издательства: АСТ, Сталкер, 2001 г., 368 стр. ISBN 5-17-011348-X, ISBN 966-596-492-5 Тираж: 5 000 экз.
- М. Джимов Ротвейлер, Серия: Семейные любимцы, Издательства: Сталкер, АСТ, 2001 г., 368 стр. ISBN 966-596-480-1 Тираж: 5 100 экз.
- М. Джимов Ротвейлер, Серия: Семейные любимцы, Издательства: Сталкер, АСТ, 2004 г., 368 стр. ISBN 966-596-480-1, ISBN 5-17-007988-5 Тираж: 5 100 экз.
- Михаил Джимов Английский бульдог, Серия: В вашем доме, Издательства: АСТ, Сталкер, 2002 г., 48 стр. ISBN 5-17-009796-4, ISBN 966-596-576-X Тираж: 7 000 экз.
- Михаил Джимов Боксер, Серия: В вашем доме, Издательства: АСТ, Сталкер, 2004 г., 368 стр. ISBN 5-17-024918-7, ISBN 966-696-580-1 Тираж: 5 000 экз.
- Михаил Джимов Бордоский дог, Серия: В вашем доме, Издательства: АСТ, Сталкер, 2001 г., 48 стр. ISBN 5-17-007562-6, ISBN 966-596-469-0 Тираж: 10 000 экз
- Михаил Джимов Бульдоги: английский, американский, французский, ка-де-бо, Серия: Семейные любимцы, Издательства: АСТ, Сталкер, 2003 г., 368 стр. ISBN 5-17-019534-6, ISBN 966-596-994-3 Тираж: 5 000 экз.
- Михаил Джимов Доберман, Серия: В вашем доме, Издательства: АСТ, Сталкер, 2005 г., 48 стр. ISBN 5-17-030621-0, ISBN 966-696-836-3 Тираж: 5000 экз.
- Михаил Джимов Доберман, Серия: Карманный справочник собаковода, Издательства: АСТ, Сталкер, 2004 г., 320 стр. ISBN 5-17-019248-7, ISBN 966-696-194-6 Тираж: 5 000 экз.
- Михаил Джимов Колли и шелти, Серия: Домашние любимцы, Издательство: Сталкер, 2000 г., 368 стр. ISBN 966-596-297-3 Тираж: 5 000 экз.
- Михаил Джимов Колли и шелти, Серия: Семейные любимцы, Издательство: Сталкер, 2000 г., 368 стр. ISBN 966-596-493-3 Тираж: 5 000 экз.
- Михаил Джимов Миттельшнауцер, цвергшнауцер, Серия: Содержание собак, Издательство: Сталкер, 2001 г., 48 стр. ISBN 966-596-416-X Тираж: 3 000 экз.
- Михаил Джимов Немецкая овчарка, Издательство: АСТ, 2009 г., 320 стр. ISBN 978-5-17-059936-3 Тираж: 3 000 экз.
- Михаил Джимов Немецкая овчарка, Серия: Семейные любимцы, Издательство: Сталкер, 368 стр. ISBN 966-596-527-1 Тираж: 5 000 экз.
- Михаил Джимов Ротвейлер, Серия: В вашем доме, Издательства: АСТ, Сталкер, 48 стр. ISBN 5-17-006529-9, ISBN 966-596-415-1 Тираж: 10 000 экз.
- Михаил Джимов Русский чёрный терьер, Серия: В вашем доме, Издательства: АСТ, Сталкер, 2005 г., 48 стр. ISBN 5-17-032387-5, ISBN 966-696-892-4 Тираж: 5 000 экз.
- Михаил Джимов, Наташа Крылова Доберман, Серия: Семейные любимцы, Издательства: АСТ, Сталкер, 2002 г., 352 стр. ISBN 5-17-007989-3, ISBN 966-596-546-8 Тираж: 5 100 экз.
- Михаил Джимов, Наташа Крылова Кинологическая энциклопедия, Издательства: АСТ, Сталкер, 2002 г., 536 стр. ISBN 5-17-014502-0, ISBN 966-596-700-2 Тираж: 5 100 экз.
- Михаил Джимов, Наташа Крылова Стандарты пород собак под эгидой FCI, Издательства: АСТ, Сталкер, 2005 г., 704 стр. ISBN 5-17-032380-8, ISBN 966-696-900-9 Тираж: 5 000 экз.
- Ротвейлер, Издательство: Сталкер, 368 стр. ISBN 966-7104-79-6 Тираж: 20 000 экз.